# Oppidum de Mareuil-Caubert
L'oppidum de Mareuil-Caubert est un site fortifié gaulois de l’Âge du fer, situé sur le territoire de la commune de Mareuil-Caubert, dans le département de la Somme, juste au sud de la ville d’Abbeville. Il porte localement le nom de Camp César.

## Situation
L'oppidum des Monts Caubert, à Mareuil-Caubert (Somme), est le plus occidental de la vallée de la Somme, à proximité de l’embouchure du fleuve.

## Historique
L'oppidum a été ponctuellement occupé au Moyen Âge, notamment en 1346 par les troupes du roi d’Angleterre, peu avant la bataille de Crécy. En 1940, lors de la bataille d'Abbeville, des combats s'y sont déroulés.
En 1822, Laurent-Joseph Traullé effectua des fouilles mais ne publia aucun plan du site. Il « remarqua la présence d’arbres couchés longitudinalement dont les branches empêchent les terres de s’ébouler » ce qui laisse à penser qu’il s’agissait d’un murus gallicus. Ce rempart avait encore au début du XIXe siècle de 3,8 à 4,5 m de haut. Il était protégé par un fossé reliant la vallée de la Somme au vallon de Vaux. Le site n’a plus été fouillé depuis.

## Caractéristiques
L'oppidum a conservé peu de vestiges. Il s’agissait d’un oppidum sur éperon barré, avec une levée de terre en demi-cercle conservée à la limite des communes d’Abbeville et de Mareuil-Caubert, destinée à barrer l'accès en pente douce. Il est protégé au nord et au sud par un escarpement naturel. Le rempart nord n’est plus visible, mais il est probable que l'oppidum allait jusqu'au bout du promontoire vers le nord. Le rempart devait mesurer plusieurs centaines de mètres. La superficie totale estimée est de 24 ha.